# ویلیام جیدایی
ویلیام جیدایی (انگلیسی: William Jidayi؛ زادهٔ ۹ اوت ۱۹۸۴) بازیکن فوتبال اهل ایتالیا است.
از باشگاه‌هایی که در آن بازی کرده‌است می‌توان به باشگاه فوتبال چیتادلا، باشگاه فوتبال پادوا، باشگاه فوتبال ساسولو، باشگاه فوتبال یووه استابیا، باشگاه فوتبال پرو ورچلی، و باشگاه فوتبال آولینو اشاره کرد.